# Richard Tombs
Pas d'image ? Cliquez ici

a Compétitions nationales et continentales officielles uniquement.

b Matchs officiels uniquement.
 Richard Craig Tombs, né le 4 janvier 1968 à Te Kuiti (Nouvelle-Zélande), est un joueur international australien de rugby à XV. Il évolue au poste de centre (1,83 m pour 92 kg).

## Biographie

### Carrière en équipe nationale
En 1991, alors qu'il ne compte aucune cape avec l'équipe d'Australie, il est sélectionné pour disputer la Coupe du monde. Pendant la compétition, il ne dispute aucun match mais fait partie du groupe qui la remporte.
Il a disputé son premier test match le 13 juin 1992 contre l'Écosse. Son dernier test match fut contre la Nouvelle-Zélande, le 27 juillet 1996.

## Statistiques
- 5 test matchs avec l'équipe d'Australie.
- 73 matchs avec les Waratahs.

## Palmarès
- Vainqueur de la Coupe du monde en 1991 avec l'équipe d'Australie.